# Adja (peuple)
Pour les articles homonymes, voir Adja.
Les Adja sont une population d'Afrique de l'Ouest,

## Histoire
Les Adja ont fondé en l´an 1000 le premier royaume le plus puissant du sud du Togo actuel appelé royaume de Tado qui prospéra en rayonnant sur un territoire de plus en plus immense, surtout culturellement, jusqu’au XIXe siècle. Dans son âge d’or, qu’on peut situer entre les XVe et XVIIe siècles, le royaume Aja de Tado s’apparentait à une confédération ( Bref un empire ) couvrant un espace allant de la Volta au Kouffo et de la mer à Agbonou (Atakpamé) et à Kambolé (Tchamba). Le Jésuite espagnol Alonzo de Sandoval le décrivit en 1627 comme « un puissant royaume s’étendant sur un territoire immense à l’intérieur des terres avec une zone côtière où se trouve un port sûr gouverné par un noir appelé Éminence ». Le territoire sur lequel régnaient les Anyigbãfio (Roi de la terre) .
Selon des sources archéologiques, ils habitaient la région dès avant les temps néolithiques, O. Davies et P. Ozanne pensent que le pays Adja-Ewe (sud-Togo, sud-ouest du Bénin et sud-est du Ghana) « aurait été occupé sans interruption depuis 3 700 ans avant Jésus-Christ environ ». On voit là des propos qui témoignent d’une occupation ancienne de la région dont les tout premiers habitants connus sont les forgerons Akpafu, dans le Ghana actuel, et les Alu de Tado dont R. Pazzi pense d’ailleurs qu’ils constituent une pointe avancée vers l’orient du peuplement archaïque Akpafu. Les Alu ont aujourd’hui perdu le secret de la fonte du fer, mais il semble qu’ils avaient été autrefois de grands forgerons maitrisant parfaitement les techniques de la fonte et de travail de fer. En témoignent les scories, déchets de « l’industrie du fer », aujourd’hui largement répandues dans la région, mais aussi amassées en un énorme monticule en forme de plateau à la sortie ouest du village de Tado, comme en témoigne également la découverte en 1970, d’un haut fourneau découvert lorsqu'on creusa sur le sommet du quartier Domé, à Tado, pour établir les fondations du clocher de l’Église catholique.
En dehors de ces éléments témoins du travail du fer, on dispose de nos jours de très peu de renseignements sur la société Alu. Mais on pense qu’à côté du travail du fer, ils devaient aussi s’employer à chasser parfois dans cette région giboyeuse, à pêcher et à cultiver la terre, du moins pour les besoins de leur subsistance. Dans leur tradition orale, les Alu affirment venir de la région de la source du Mono près de la Kora qui est un fleuve du Nord du Togo traversant une région riche en gisements de fer où se pratique le travail de la forge. Les Alu racontent qu’à leur arrivée dans la région, ils ont rencontré les Agɛ ou Aziza : les génies de la forêt ! « C’est, disent-ils, de petits hommes. Les plus grands ont la taille des enfants de 12 à 14 ans. Ils ont la peau rouge, les cheveux lisses leur tombent sur le visage. Ils en portent même sur le visage, ils sont rapides à la course dans la forêt ». Cette description correspond aux pygmées qui ont probablement été massacrés par les hommes venus de région au nord de leur site.
Les Alu furent rejoints probablement dès le début du deuxième millénaire par des communautés humaines venant du nord-ouest. Selon R. Pazzi, ces derniers seraient originaires du royaume soudanais des Za, dans la boucle du Niger. Confrontés autour de l’an 1010 à l’invasion berbère après une période glorieuse pendant laquelle ils avaient dominé sur le fleuve entre Tombouctou et Djéné, les Aza se jetèrent sur les routes de l’exode : un groupe parti vers le sud à travers la forêt de Guinée, serait arrivé jusque dans notre région pour s’installer avec les Alu, dans un village qui prit le nom d’Azamé, ancien nom de TADO. Selon la tradition rapportée par les anciens de Tado, l’ancêtre du clan des Azanu aurait été le frère du fondateur du royaume de Kumasi ; il faut dire que cette affirmation peut avoir des fondements sérieux si on s’appuie sur certains éléments socioculturels communs à Kumasi et à Tado et qui diffèrent de la tradition des peuples issus d’Ife, comme le même cycle des jours de la semaine (avec la même série des sept noms qu’on donne aux enfants selon le jour respectif de naissance : Kɔjo, Kɔmlã, Kuaku, etc.). Il faut aussi mentionner que, à la mort du roi de Tado, rien ne peut se faire sans l’aval du roi de Kumasi. On notera aussi le même fondement juridique du pouvoir royal: le siège à cinq pieds. Or ces éléments semblent avoir existé chez certains groupes Songhaï, dans la boucle du Niger, avant leur conversion à l’islam. C’est pourquoi on peut émettre l’hypothèse que l’ancêtre de la famille royale de Tado serait issu de l’aire culturelle Songhaï.
Mais c’est cependant vers le XIIIe siècle que se produisit le grand mouvement de population qui a conduit à l’occupation de la région nommée Pays-Adja : il s’agit de la migration venant de l’est, celle des Adja qui donneront le nom de l'ethnie et le nouveau nom de la cité qui, de Azamé, deviendra Tado. Certaines traditions les disent venir de la vallée du Nil, via Oyo au Nigéria et Kétou au Bénin ; certains les font même descendre des lieux saints de la Bible comme Babel. Combien étaient-ils ? On ne saurait le dire. On pense seulement qu’ils seraient arrivés par vagues successives et en nombre considérable, à la recherche de la sécurité et du bien-être sous la conduite d’un certain Togbui-Anyi. Quoi qu'il en soit, l’arrivée de ces derniers changea radicalement le visage de la région.
Azamé appelée désormais Tado, devint une grande ville. À cause de la convoitise des voisins (Oyo notamment) jaloux de sa prospérité, elle fut entourée de remparts. Les trois communautés en présence (Alu, Za et Adja-Ewe) formèrent ensemble la communauté Adja et le puissant royaume de Tado qui prospéra en rayonnant sur un territoire de plus en plus immense, surtout culturellement, jusqu’au XIXe siècle. Dans son âge d’or, qu’on peut situer entre le XVe et le XVIIe siècle, le royaume Adja de Tado s’apparentait à une confédération couvrant un espace allant de la Volta au Kouffo et de la mer à Agbonou (Atakpamé) et à Kambolé (Tchamba). Le Jésuite espagnol Alonzo de Sandoval le décrivit en 1627 comme « un puissant royaume s’étendant sur un territoire immense à l’intérieur des terres avec une zone côtière où se trouve un port sûr gouverné par un noir appelé Eminence ». Le territoire sur lequel régnaient les Anyigbãfio — on appelle ainsi les rois Adja de Tado — n’était en fait que la partie du périmètre occupée par des migrants ayant quitté la ville ancestrale à des époques différentes pour les régions environnantes.

## Composition
Le groupe ethnique Adja actuel, résulte de plusieurs communautés qui s’étaient implantées dans la région : les Alu, les Azanu ou Za et les Adja-Ewe.
Les Alu constituent le groupe qui habitait la région au millénaire passé. Leur origine est énigmatique. On raconte qu’ils sont descendus du ciel. Il s’agit là de propos qui ressemblent fort à des affabulations, mais auxquels tiennent fortement les vieux Alu du pays Adja. Selon ces derniers, leur ancêtre, un certain Eyru serait descendu du ciel avec dans les mains le marteau et l’enclume, symbole du travail et de la forge.
Les Alu forment avec les Akpafu situés au nord-ouest, à la confluence de la Volta noire et de la Volta blanche, ce que les historiens appellent le peuplement primitif.
La constitution de l’ethnie Adja est le fait de trois tribus : la tribuAlu, la tribuAzanu et la tribuAdja. Les deux premières sont d’origine guãŋ et la troisième d’origine Yorùbá. Il est clair que la langue adja était fixée comme dérivée dialectale d’une langue guãŋ avant l’arrivée des yorùbá vu la différence entre les langues Yorùbá et Adja. Mais pourquoi cette appellation de la langue qui, de plus, a donné le nom à l’ethnie dans son ensemble ? Adja peut être la déformation du terme yoruba alejɔ qui veut dire étranger ; ou de oba aledjo qui veut dire « patriarche étranger ». En effet, la tradition de Porto-Novo rapporte que, parmi les Yoruba venus s’installer à Tado, il y en avait un qui possédait des puissances magiques avec lesquelles il sut épargner la ville d’une épidémie. Ceci lui valut l’estime du chef de la tribu des Azanu nommé Aholõhu, qui lui accorda la main de sa fille. Il déposséda ses fils dans son testament au profit de sa fille et de son gendre yoruba nommé Ijɛbu Adimola. C’est ainsi que celui-ci fut nommé Roi, ce qui en yoruba se dit “Oba Aledjo” après avoir été purifié du sang étranger qu’il portait dans ses veines. »

## Langue
Leur langue est l'aja-gbe, une langue gbe parlée par près de 550 000 personnes, dont 360 000 au Bénin en 2006 et 190 000 au Togo en 2012.